# Argocoffeopsis
Argocoffeopsis là một chi thực vật có hoa trong họ Thiến thảo (Rubiaceae).

## Loài
Chi Argocoffeopsis gồm các loài: